# Christoph Hinkelmann

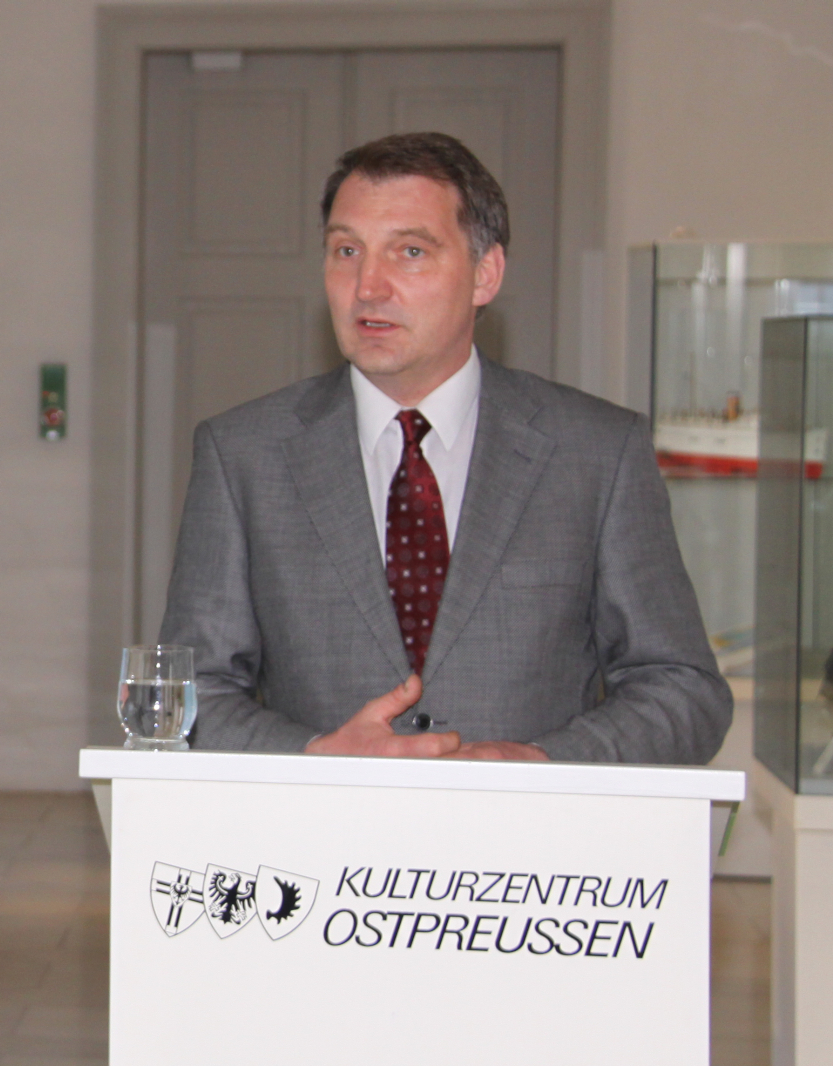
Christoph Hinkelmann

Christoph Hinkelmann (* 14. Februar 1957 in Nordleda) ist ein deutscher Biologe, insbesondere Ornithologe und Naturschützer.

## Leben und Wirken
Seit seiner Kindheit hatte Hinkelmann Interesse an der gesamten Vogelwelt, das von der Vogelbeobachtung, über die Haltung bis zum Vogelschutz reichte. Sein Hobby organisierte er jeweils nach seinen zeitlichen und beruflichen Möglichkeiten. Hinkelmann studierte zwischen 1978 und 1984 an der Georg-August-Universität Göttingen Biologie. Zwischen 1985 und 1989 promovierte er an der Rheinischen Friedrich-Wilhelms-Universität Bonn. Seine Dissertationsarbeit aus dem Jahr 1988 am Zoologischen Forschungsmuseum Alexander Koenig hatte das Thema Taxonomie, geographische Variation und Biogeographie der Gattung Phaethornis (Aves, Trochilidae). 1989 war er Erstbeschreiber der Braunbauch-Schattenkolibri-Unterart Phaethornis bourcieri major.
Für das von Karl-Ludwig Schuchmann zwischen 1991 und 1992 herausgegebene Fachmagazin Trochilus - Tropische Vögel: Journal of Tropical Birds war er als redaktioneller Mitarbeiter tätig. Ebenso publizierte er in der Fachzeitschrift Blätter aus dem Naumann-Museum. Seine Veröffentlichungen in wissenschaftlichen und populärwissenschaftlichen Zeitschriften haben die Schwerpunkte Biologie tropischer Vogelarten, die Lebensräume tropischer Vögel, die Geschichte der Ornithologie, Biografien von Ornithologen und deren Werke, sowie Museen mit ornithologischen Schwerpunkten. Sein besonderes Interesse gilt den Kolibris. Mit Wald und Jagd in Ostpreußen. Rominten damals und heute; Elisabet Boehm und die Landfrauenbewegung; Horst Siewert Meisterfotograf, Tierfilmer und Wildbiologe; Zuchterfahrungen mit Insektenfressern; Natur und Jagd in der Malerei von Gerhard Löbenberg; Aus Liebe zum Detail: Der Jagdmaler Reinhold Feussner; Trakehnen: Mythos im Zeichen der Elchschaufel  oder Von Rossitten bis Romintenː Ostpreußische Landschaften im Spiegel historischer Farbfotos von Dr. Otto Steinfatt, Dr. Ernst Schüz, Walter v. Sanden und Friedrich Bülowius erschienen einige Bücher von Hinkelmann. Bei einigen der Bücher arbeitete er mit anderen Autoren zusammen. Auch im Handbook of the Birds of the World hat er zumindest einige Kolibriarten bearbeitet.
Seit 1993 arbeitet er als wissenschaftlicher Mitarbeiter für den naturkundlichen Bereich des Ostpreußischen Landesmuseums in Lüneburg.
Von 1993 bis 2016 war er Vorstandsmitglied der Gesellschaft für Tropenornithologie e. V. Seit 2002 ist er Präsident des Verbands Deutscher Waldvogelpfleger und Vogelschützer e. V. 2006 wurde er Mitglied der Fachkommission zur Verleihung des Steinbacher-Preises, den die Fachzeitschrift Gefiederte Welt einmal im Jahr verleiht. Für die Zeitschrift arbeitet er seit 2003 in der Fachredaktion.

## Publikationen (Auswahl)
- On the identity of Phaethornis maranhaoensis Grantsau, 1968 (Trochilidae). In: Bulletin of the British Ornithologists’ Club. Band 108, Nr. 1, 1988, S. 14–18 (biodiversitylibrary.org).
- in Renate van den Elzen, Karl-Ludwig Schuchmann, Klaus Schmidt-Koenig: Biogeographie und Systematik tropischer Kolibris (Trochilidae) in Current Topics in Avian Biology: Proceedings of the International Centennial Meeting of the Deutsche Ornithologen-Gesellschaft. Verlag der Deutschen Ornithologen-Gesellschaft, Garmisch-Partenkirchen 1989, S. 25–30.
- Notes on the taxonomy and geographic variation of Phaethornis bourcieri (Aves: Trochilidae) with the description of a new subspecies. In: Bonner zoologische Beiträge. Band 40, Nr. 2, 1989, S. 99–107 (biodiversitylibrary.org).
- mit Gerd-Michael Heinze: Die Typusexemplare der von Wilhelm Blasius beschriebenen Vögel. In: Sonderabdruck aus: Braunschweiger Naturkundliche Schriften. Band 3, Nr. 3. Staatliches Naturhistorisches Museum in Braunschweig 1990, S. 609–628.
- mit Bernd Nicolai, Robert William Dickerman: Notes on hitherto unknown specimen of Neolesbia nehrkorni (Berlepsch, 1887, Trochilidae) with a discussion on hybrid origin of this species. In: Bulletin of the British Ornithologists’ Club. Band 111, Nr. 4, 1991, S. 190–199 (biodiversitylibrary.org).
- mit Rolf Schlenker: Versuch einer Beschreibung vom allerschönsten und beynahe allerkleinsten Vogel, der unter dem Namen Colibrit bekannt ist. In: Blätter aus dem Naumann-Museum. Band 14, 1994, S. 26–52.
- Der Weißstorch (Ciconia ciconia) im ehemaligen Ostpreußen. In: Blätter aus dem Naumann-Museum. Band 15, 1994, S. 24–52.
- Wald und Jagd in Ostpreußen. Rominten damals und heute. Nimrod Verlag, Hanstedt 1994, ISBN 3-927848-10-7.
- Evidence for natural hybridisation in hermit hummingbirds (Phaethornis spp.). In: Bulletin of the British Ornithologists’ Club. Band 116, Nr. 1, 1996, S. 5–14 (biodiversitylibrary.org).
- mit Philipp Franz von Siebold: Walter von Sanden-Guja (1888–1972). In: Blätter aus dem Naumann-Museum. Band 16, 1996, S. 44–58.
- Walter von Sanden-Guja – ein ostpreußischer Gutsbesitzer und Heimatschriftsteller. In: Jahrbuch für Deutsche und Osteuropäische Volkskunde. Band 39, 1996, S. 150–166.
- mit Karl-Ludwig Schuchmann: Phylogeny of the hermit hummingbirds (Trochilidae: Phaethornithinae). In: Studies on Neotropical Fauna and Environment. Band 32, Nr. 3, 1997, S. 142–163, doi:10.1080/01650521.1997.9709616.
- Otto Steinfatt - ein Wegbereiter der modernen Ornithologie. In: Blätter aus dem Naumann-Museum. Band 17, 1997.
- Horst Siewert (1902 bis 1943). In: Blätter aus dem Naumann-Museum. Band 18, 1998.
- Systematics and Geographic Variation in Long-Tailed Hermit Hummingbirds, the Phaethornis Superciliosus-Malaris-Longirostris Species Group (Trochilidae), with Notes on Their Biogeography. In: Ornitologia Neotropical. Band 7, Nr. 2, 1998, S. 119–148 (englisch, sora.unm.edu [PDF; 3,4 MB]).
- Elisabet Boehm und die Landfrauenbewegung. Husum Druck, Husum 1998, ISBN 3-88042-871-9.
- Horst Siewert (1902 bis 1943). In: Blätter aus dem Naumann-Museum. Band 18, 1999.
- Horst Siewert Meisterfotograf, Tierfilmer und Wildbiologe. Märkischer Kunst- und Heimatverlag, Altmark 1999, ISBN 3-929743-06-X.
- Friedrich Tischler (1881–1945) – Autor der hervorragenden Übersicht über die Vögel Ostpreußens. In: Blätter aus dem Naumann-Museum. Band 19, 2000, S. 44–58.
- 100 Jahre Vogelwarte Rossiten. In: Blätter aus dem Naumann-Museum. Band 20, 2001.
- mit Siegfried Kirschke: Zuchterfahrungen mit Insektenfressern. Brune-Mettcker Druck- und Verlagsgesellschaft, Wilhelmshaven 2004, ISBN 3-930510-82-0.
- mit Jörg Barfod, Hartmut M. F. Syskowski: Natur und Jagd in der Malerei von Gerhard Löbenberg. Neumann-Neudamm, Melsungen 2004, ISBN 3-7888-0901-9.
- Gerhard Löbenberg (1891–1967) als Vogelmaler. In: Blätter aus dem Naumann-Museum. Band 24, 2005.
- mit Jörg Barfod, Rolf Brunk: Aus Liebe zum Detail: Der Jagdmaler Reinhold Feussner. Neumann-Neudamm, Melsungen 2006, ISBN 3-7888-1082-3.
- mit Gisela Fürle, Erhard Schulte: Trakehnen: Mythos im Zeichen der Elchschaufel. Neumann-Neudamm, Melsungen 2009, ISBN 978-3-7888-1225-6.
- mit Hartmut M. F. Syskowski: Von Rossitten bis Rominten ostpreußische Landschaften im Spiegel historischer Farbfotos von Dr. Otto Steinfatt, Dr. Ernst Schüz, Walter v. Sanden und Friedrich Bülowius. Neumann-Neudamm, Melsungen 2010, ISBN 978-3-7888-1316-1.
- Vorwort in Uwe H. Alex: Zur Vogelwelt Ostpreußens – damals und heute. Christ Media Natur, Minden 2011, ISBN 978-3-923757-10-7.
- mit Stephan M. Hübner: Exotisch, aber wirksam: Der Forschungsfonds der Gesellschaft für Tropenornithologie e. V. (GTO). In: Vogelwarte. Band 55, Nr. 4, 2017, S. 401–402 (do-g.de [PDF]).